# Стойко Пашкулев
Стойко Неделчев Пашкулев е български учител, революционер, член на Вътрешната македоно-одринска революционна организация.

## Биография
Пашкулев е роден в Гърмен, Неврокопско, в Османската империя, днес в България. В 1895 година завършва българското училище в Сяр. Работи като учител в неврокопските села Белотинци (1896 - 1899), Долен (1899 - 1900), Гърмен, Тешово (1902 - 1903). В Тешово става член на Неврокопския окръжен революционен комитет. Пашкулев излиза в нелегалност и става секретар на четата на Атанас Тешовалията, с която участва в Илинденско-Преображенското въстание.
След разгрома на въстанието емигрира в Свободна България и става учител в Кадършек, Пловдивско. В 1906 година се завръща в Османската империя и преподава в Либяхово и после отново в Белотинци. През юни 1907 година на околийския конгрес Стойко Пашкулев е избран за член на ръководното тяло на Неврокопския околийски комитет. Пашкулев е сред основателите на социалистическа група в Неврокоп, като е избран за неин секретар.
След Младотурската революция е представител на Неврокоп на конгреса за основаване на Народната федеративна партия (българска секция) през август 1909 година. В 1908 година влиза в ръководството на основания в Гайтаниново Синдикат на основните учители. Делегат е на Учредителния конгрес на Съюза на българските учители в Османската империя в Солун в 1909 година.
Заедно с Костадин Алакушев и Благой Матеров на 28 август 1912 година е отвлечен и убит край село Фотовища от дейци на десницата във ВМОРО. Физическите им убийци са Зайков и Михаил Скендеров.